# Élesztő
Az élesztő szó gombák egy csoportjára alkalmazott gyűjtőfogalom. Az élesztők eukarióta, egysejtű mikroorganizmusok, amelyek a gombák országába tartoznak. Az első élesztők több százmillió évvel ezelőtt jelentek meg, és jelenleg legalább 1500 fajuk ismert.

 Becslések szerint az összes leírt gombafaj 1%-át teszik ki.
Az élesztők nem alkotnak egységes rendszertani vagy filogenetikai csoportot. Az "élesztő" kifejezést gyakran a Saccharomyces cerevisiae szinonimájaként használják, de az élesztők filogenetikai sokféleségét mutatja, hogy két különálló törzsbe sorolják őket: a tömlősgombák  és a bazídiumos gombák  törzseibe. A bimbós élesztők vagy "valódi élesztők" a tömlősgombák törzsén belül a Saccharomycetales rendjébe sorolhatók. 
Szűkebb értelemben a Saccharomyces nemzetségbe tartozó élesztőgombák több faját, legfőképpen a Saccharomyces cerevisiae-t, és azoknak számos spontán kialakult vagy tenyésztett törzsét értjük élesztő alatt. Pontosabban, élesztőn inkább a belőlük készített élelmiszeripari termékeket értjük, a gombákat inkább élesztőgombáknak nevezzük.
A Saccharomyces cerevisiae élesztőfaj a szénhidrátokat szén-dioxiddá és alkohollá alakítja át, erjedés során. Ennek a reakciónak a termékeit évezredek óta használják a sütésben és az alkoholos italok előállításában.
Más élesztőgombafajok, mint például a Candida albicans, kórokozók, és fertőzéseket okozhatnak az emberben. Az élesztőket a közelmúltban mikrobiális üzemanyagcellákban elektromos áram előállítására és a bioüzemanyag-iparban etanol előállítására használták.

## Az élelmiszeripari élesztő külső jellemzői
Drapp színű, frissen rugalmas tapintású, kagylós törésű, jellegzetes ízű és szagú, egysejtű gombák tömegéből álló élelmiszer.

## Az élelmiszeripari élesztő kémiai összetétele
- víz 73–75%
- fehérje 13%
- kisebb mennyiségben ásványi anyagok, zsiradék, szénhidrát, vitamin (B, E), zimáz enzim

100 g friss élesztő vitamin- és ásványianyag-tartalma:
- B1 0,37–0,56 mg,
- B2 1,17–1,7 mg,
- B6 1,1–1,14 mg,
- Kálium 610 mg,
- Nátrium 16 mg,
- Kalcium 13–16 mg,
- Magnézium 31 mg,
- Foszfor 340 mg
- Vas

## Az élelmiszeripari élesztő előállítása
- Táptalaja a cukorgyártásból visszamaradt melasz, ezt hígítják, a szükséges tápsókkal kiegészítik, beállítják a kémhatását, pasztőrözik
- Színtenyészettel beoltják és elszaporítják az élesztő sejteket, a legkedvezőbb hőmérséklet 26 °C
- Az élesztőt leválasztják a táptalajról
- Sajtolással formázzák és különféle súlyú adagokba csomagolják

## Szárított élesztő
Az élesztő víz tartalmát meleg levegővel történő szárítással csökkentik. Granulátum formában hozzák forgalomba, légmentesen zárt csomagolásban, mert a levegő oxigénje károsan hat a kelesztő képességre.
1 kg szárított élesztő körülbelül 2,8 kg sajtolt élesztőnek felel meg.

## Sütőipari szerepe
A tészta térfogatának növelése, alkoholos erjedés segítségével:
- C6H12O6 --zimáz→ 2 CH3CH2OH + 2 CO2 + Hő
- A képződő szén-dioxid végzi a térfogatnövelést
- Adagolása kenyereknél 0,5-1%, fehértermékeknél 3-5%, az összes lisztre számítva
- Meleg vízben (max 40 °C) feloldjuk (szuszpendáljuk), és így adjuk a tésztához

## Szeszipari szerepe
A sör gyártási folyamatának egyik része az erjesztés. "Az erjesztőpincékben a sörlevet élesztő hozzáadása után erjesztőtartályokban erjesztik. Rendkívül fontos az erjesztő helyiség és a sörrel érintkező edények, berendezések higiéniája, mert bármilyen kis fertőzés vagy szennyeződés tönkreteheti a sörfőző egész munkáját. Az erjesztés során a sörléhez adott élesztő alkohollá és szén-dioxiddá bontja a sörlében található malátacukrot."
A bor erjedésében szintén nagy szerepe van az élesztőgombáknak. Természetesen ezt természetes úton tanácsos elérni. "Az élesztőgombák kulcsfontosságúak a borok kierjesztésében. Legfontosabb feladatuk, hogy a must cukortartalmának lebontása során alkoholt, és megfelelő fermentatív aromaanyagokat állítsanak elő. Ezektől lesz a bor élvezetes. Különböző erjedési melléktermékekre azonban mindig számítani kell. Ezek szerencsés esetben kedvezően, rossz esetben viszont károsan befolyásolják a bor élvezeti értékét. " 

## Az élelmiszeripari élesztő egyéb pozitív tulajdonságai
Az élesztő rendszeres fogyasztása semlegesíti a stresszhatást, jelentős szerepet játszik a szénhidrátok lebontásának folyamatában is, mert serkenti a hasnyálmirigy működését, ezért rendkívül előnyös cukorbetegek számára is.A közhiedelem szerint megszépíti a bőrt, a házi kozmetikában és a kozmetikai iparban régóta használják bőrregeneráló hatása miatt. [forrás?]
Csökkenti a koleszterin-szintet (lecitinnel együtt alkalmazva). Javít a köszvényes állapoton, csökkenti az ideggyulladással járó fájdalmat.

## Élelmiszerromlás
Az élesztők alacsony pH-jú (5,0 vagy alacsonyabb) élelmiszerekben, valamint cukrok, szerves savak és más könnyen metabolizálható szénforrások jelenlétében képesek növekedni. Az élesztők növekedésük során az élelmiszerek egyes összetevőit metabolizálják, és metabolikus végtermékeket termelnek. Ennek hatására az élelmiszer fizikai, kémiai és érzékszervi tulajdonságai megváltoznak, és az élelmiszer romlottá válik. Az élesztőgombák élelmiszereken belüli növekedése gyakran megfigyelhető azok felületén, mint például sajtokon vagy húsokon, vagy a cukrok erjedésével az italokban, például a gyümölcslevekben, és a félfolyékony termékekben, például a szirupokban és lekvárokban.  A Zygosaccharomyces nemzetséghez tartozó élesztők régóta okoznak romlást az élelmiszeriparban. Ennek főleg az az oka, hogy ezek a fajok magas szacharóz-, etanol-, ecetsav-, szorbinsav-, benzoesav- és kén-dioxid-koncentráció jelenlétében is képesek növekedni, ezek pedig az általánosan használt élelmiszer-tartósítási  módszerek közé tartoznak. A metilénkéket az élő élesztősejtek jelenlétének vizsgálatára használják. A borászatban a fő romlást okozó élesztő a Brettanomyces bruxellensis.
Az ibériai sonkában és húsban kimutatták a Candida blankii-t”.